# Weyprecht-Gletscher
Der Weyprecht-Gletscher (norwegisch Weyprechtbreen) ist ein Auslassgletscher auf der politisch zu Norwegen gehörenden Insel Jan Mayen. Er wurde von Henrik Mohn, dem Leiter der Norwegischen Nordmeerexpedition 1876–1878, nach dem deutschen Marineoffizier in österreichisch-ungarischen Diensten Carl Weyprecht benannt, der 1872 bis 1874 gemeinsam mit Julius Payer die Österreichisch-Ungarische Nordpolexpedition leitete, die zur Entdeckung Franz-Josef-Lands führte.

## Geographie
Der Weyprecht-Gletscher nimmt seinen Anfang im hufeisenförmigen Krater des Beerenbergs, der sich nach Nordwesten öffnet. An der Flanke dieses nördlichsten aktiven Vulkans der Erde fließt er – begrenzt durch den Krognessryggen im Südwesten und den Nunatak Isbrodden sowie das Eisfeld Isbroddfonna im Nordosten – in steilen Kaskaden bis an die Küste. Nach 6,8 km und einem Höhenunterschied von über 2000 m kalbt der Weyprecht-Gletscher in einer 650 m breiten und über 70 m hohen Front direkt ins Meer. Er ist der mit Abstand aktivste Gletscher der Insel. Beim letzten Vulkanausbruch auf Jan Mayen im Januar 1985 kam es im oberen Bereich des Gletschers zum Dampfaustritt und zur Bildung eines Einsturzkessels.